# Boysetsfire
Bojsetsfajr (en. Boysetsfire) je hardkor pank/emo bend iz Delavera koji je nastao oktobra 1994. Članovi benda su Čed Ištvan i Džoš Latšou (gitaristi), Robert Erhenbrand (basista), Mat Krupanski (bubnjar) i Nejtan Grej (vokal). Svoj demo album objavili su krajem 1994. Svoj prvi zvanični album This Crying This Screaming, My Voice is Being Born objavili su 1996.
Poznati su kao jedan od prvih bendova koji su spojili melodično pevanje i hardkor vrištanje, a članovi se ističu po političkom aktivizmu. 
2005. godine potpisali su za  za svetsko tržište i za  za Severnu Ameriku, a njihov novi album The Misery Index: Notes From The Plague Years" izlazi početkom 2006.
Juna 2005. nastupili su u Dom omladine Beograda.

## Diskografija
- (1996)
- (1996)
- (1997)
- (1998)
- (1999)
- (2000)
- (2000)
- (2000)
- (2001)
- Live for Today (2002)
- (2003)
- (2005)
- (2005)
- (2006)

## Spoljašnje veze
- Zvanični veb sajt